# Mare de Déu de Gràcia de Santa Susanna
La Mare de Déu de Gràcia de Santa Susanna és una església de Santa Susanna (Maresme) inclosa a l'Inventari del Patrimoni Arquitectònic de Catalunya.

## Descripció
Petita capella de planta rectangular, amb una absidiola seguida que ja tenia la nau, sense cap relleu que fixi la unió dels dos elements. Un petit cos adossat forma la petita sagristia, en pitjor estat de conservació que l'ermita. L'interior, il·luminat per una petita finestra oval sobre la porta d'entrada, està decorat amb un mosaic, que no cobreix la volta, on al mur de l'esquerra es representa un paisatge terrestre amb boscos i el poble de Pineda i a la dreta vaixells, peixos i mar; al presbiteri, colors clars i el cel. Hi ha una imatge de la verge en bronze. Al vèrtex de la façana hi ha una espadanya amb la corresponent campana. El seu interior és buit: manquen bancs i també llum.

## Història
Fou construïda el 1751 per iniciativa d'un grup de mariners. De les possibles destruccions dels segles xviii i xix no hi ha notícies. Passà diversos avatars: un incendi va destruir, l'any 1936, la imatgeria; la seva restauració va començar el 1940, a càrrec de Josep Fabré, que decorà l'altar amb un fresc. L'any 1973 fou incendiada, però l'interès de grups pinetencs i llurs esforços van aconseguir la reconstrucció. Al 1982, sota la direcció de Josep Perpiñá, es feu la decoració interior a base de rajoles. La verge en bronze és del mateix artista -Josep Perpiñá-.